# إوز أسود العنق

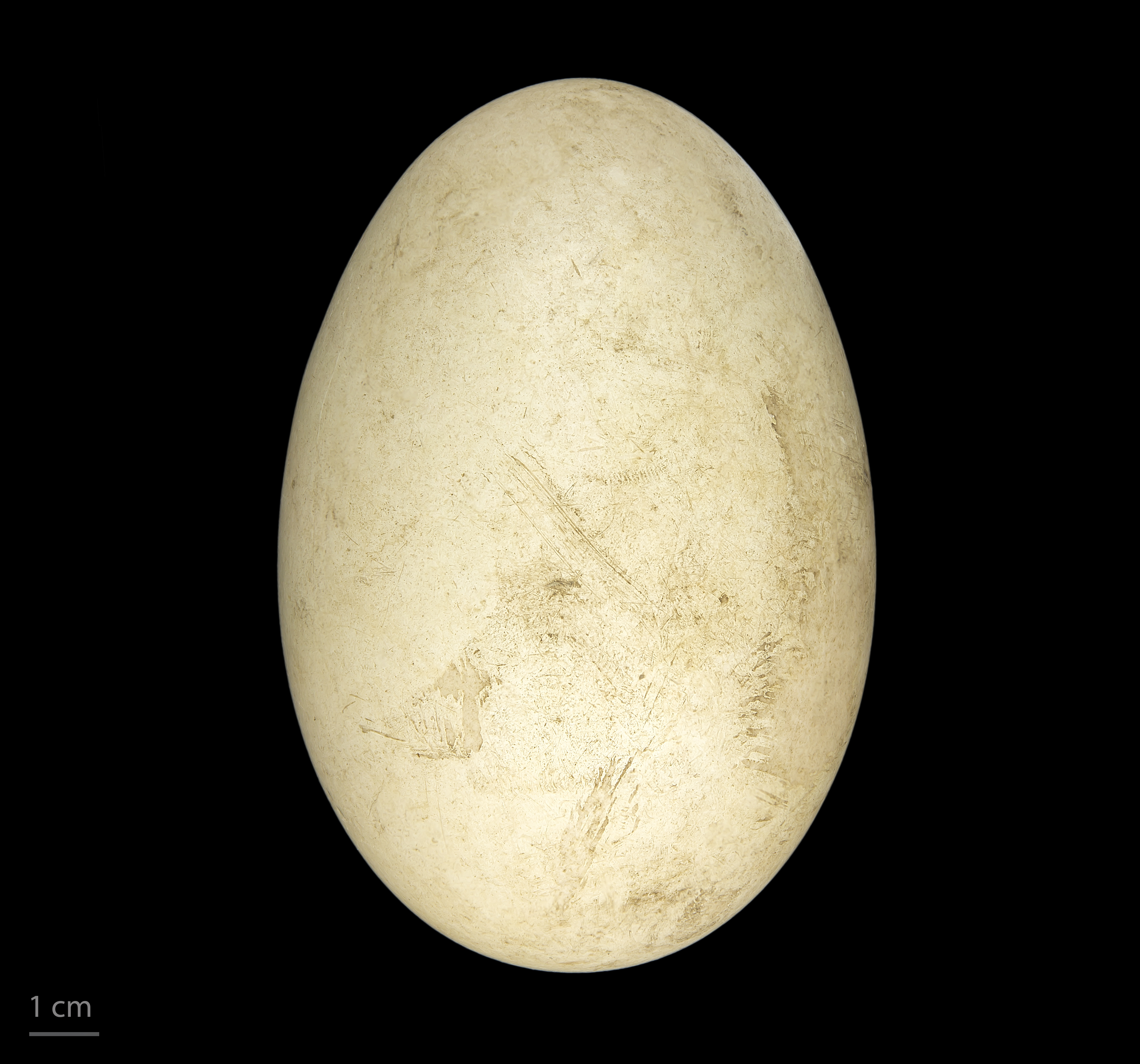
بيض الإوز أسود العنق.

إوز أسود العنق (الاسم العلمي: Cygnus melancoryphus) هو نوع من أسرة إوز.